# Томас Ендер
Томас Ендер (нім. Thomas Ender; 3 листопада 1793, Відень, — 28 вересня 1875, там само) — австрійський художник, пейзажист і аквареліст.

## Життя і творчість
Народився в сім'ї лахмітника Йоганна Ендера, брат-близнюк художника Йоганна Непомука Ендера. 1806 року Томас, разом із братом, вступає до віденської Академії образотворчих мистецтв, де спершу вчиться в класі історичного живопису у Губерта Маурера. 1810 року він перейшов у клас пейзажу, до Лауренца Янші. Після смерті Янші 1812 року його вчителем стає Йозеф Мессмер.
Вже 1810 року Т. Ендер здобув 1-й приз академії в жанрі пейзажу. Провівши деякий час у навчальних поїздках, Ендер 1817 року повернувся до Відня, де йому за пейзажний живопис присуджено заснований імператором Австрії Великий художній приз. Картину, відзначену цією нагородою, придбав князь Клемент Меттерніх, який і надалі підтримував художника. Так, він уможливив участь Т. Ендера в Австрійській експедиції до Бразилії, під час якої художник створив понад 700 малюнків та акварелей. Після повернення Ендер супроводжував князя в Рим і жив там до 1823 року, отримуючи імператорську пенсію. 1823 року художник, на замовлення Меттерніха, працював у районі Зальцкаммергут. 1824 року він стає членом Віденської академії. 1826 року Ендер відвідав Париж. 1828 року став придворним художником у ерцгерцога австрійського Йоганна, і супроводжував його в подорожах 1837 року Близьким Сходом і Південною Росією.
У 1837—1851 роках Т. Ендер — професор віденської Академії образотворчих мистецтв. У цей період він створює кілька серій пейзажів, копійованих потім англійськими граверами по сталі. 1845 року Ендеру присвоюється звання імператорського радника, 1851 року він йде на пенсію. 1853 року художника нагородили орденом Франца-Йосифа. У 1855 і 1857 роках він знову здійснює поїздки Італією.

## Галерея

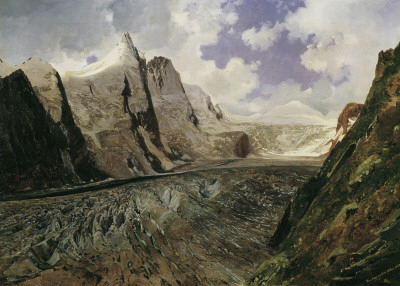
Ґросґлокнер і Пастерце
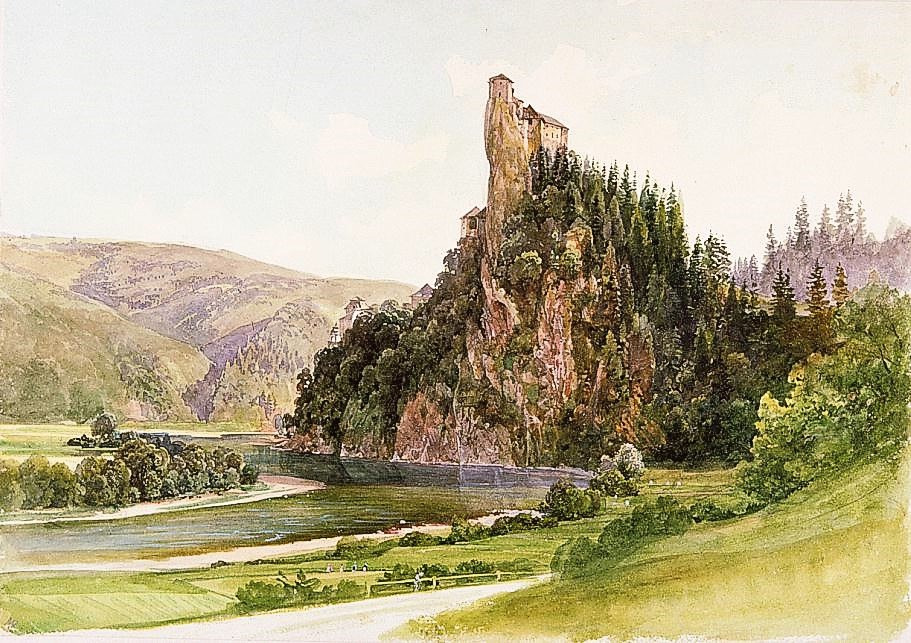
Оравський замок (1860-ті)
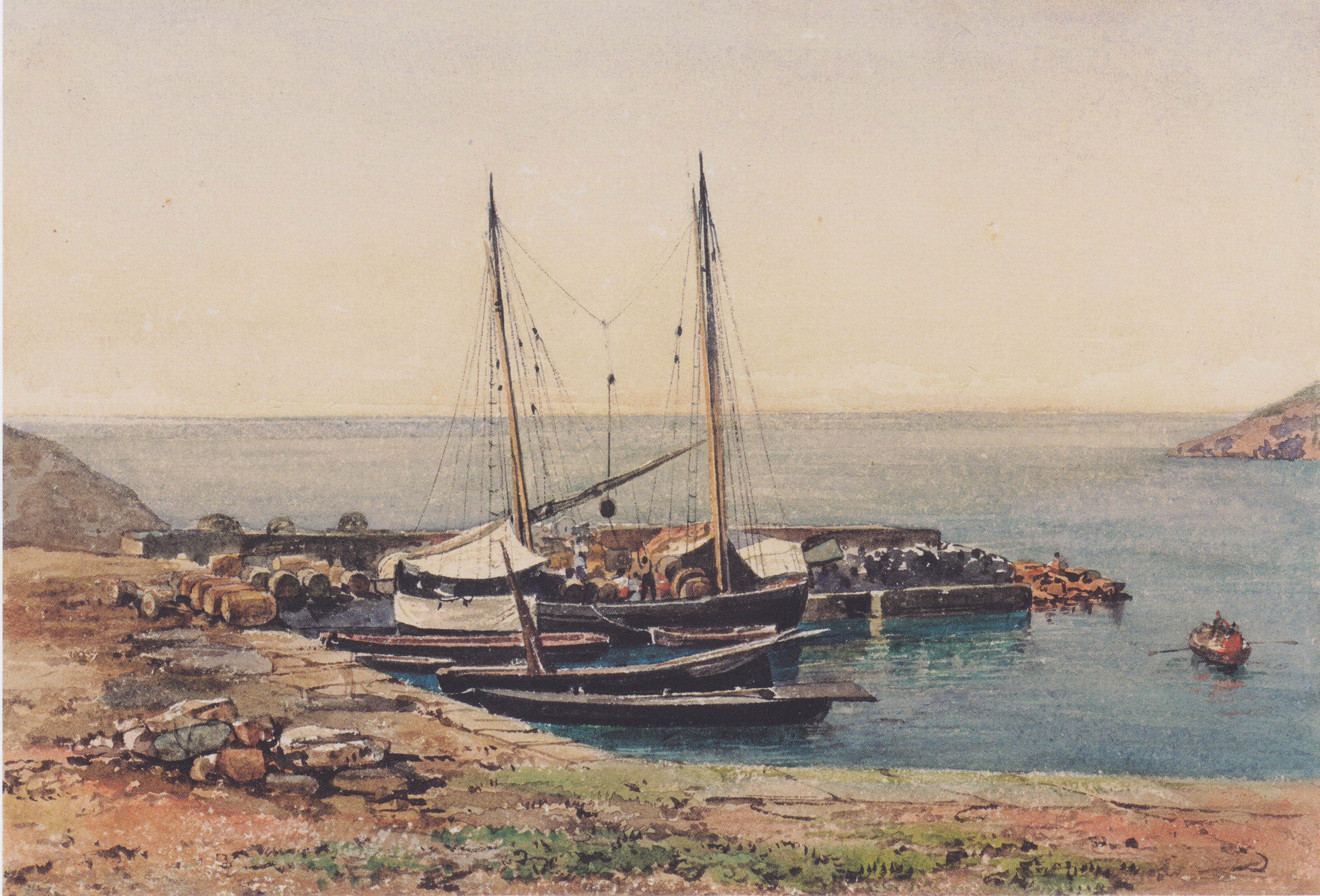
Маленька гавань з човнами (1845)
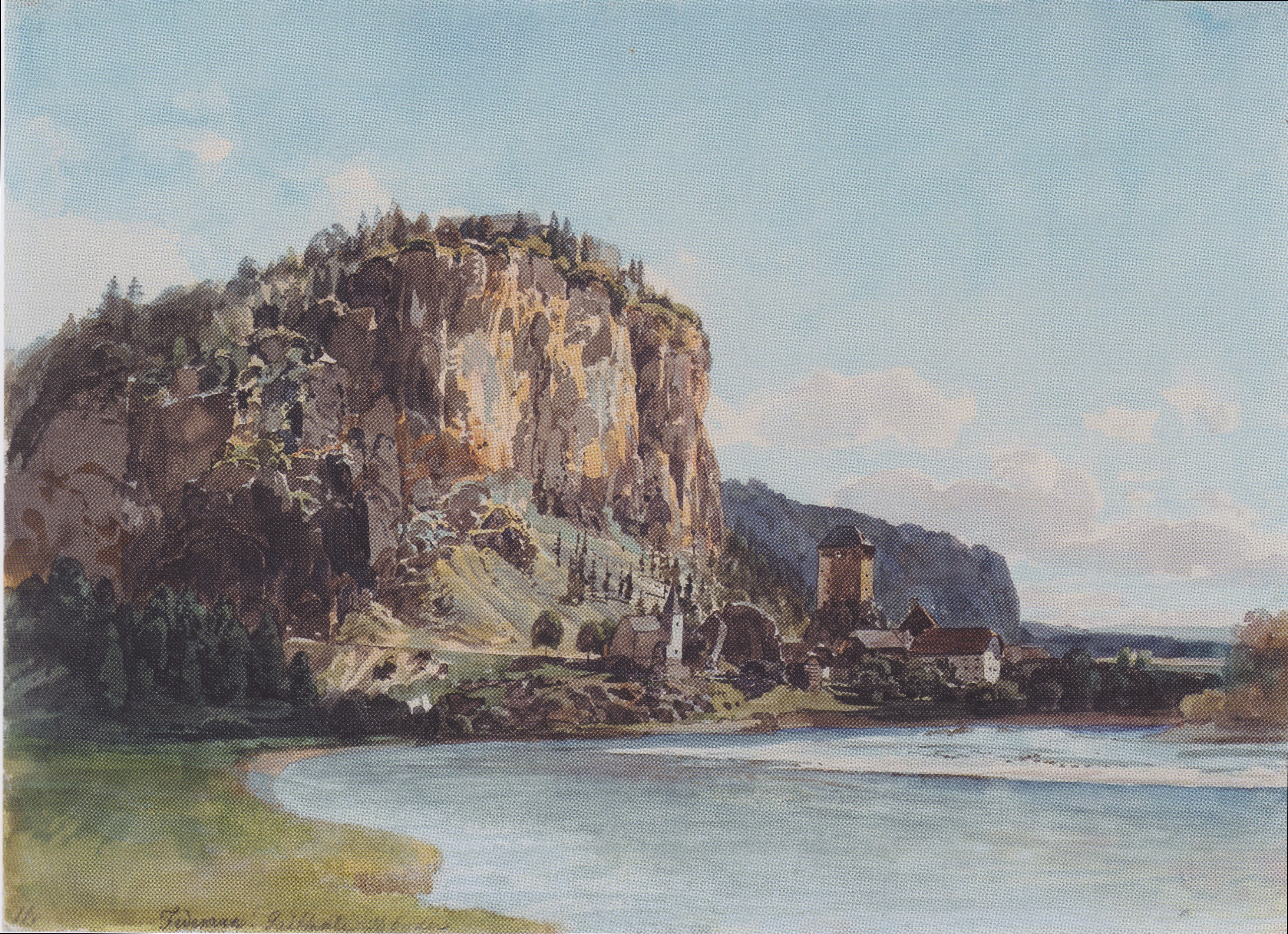
Федераун у долині Тайля (1840)
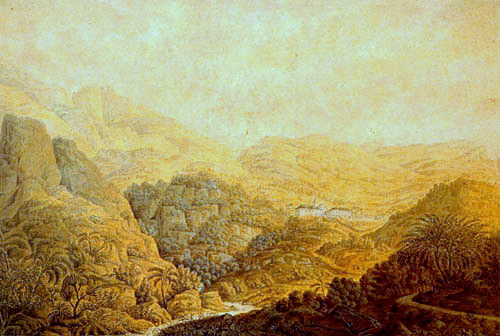
Пейзаж (1818)
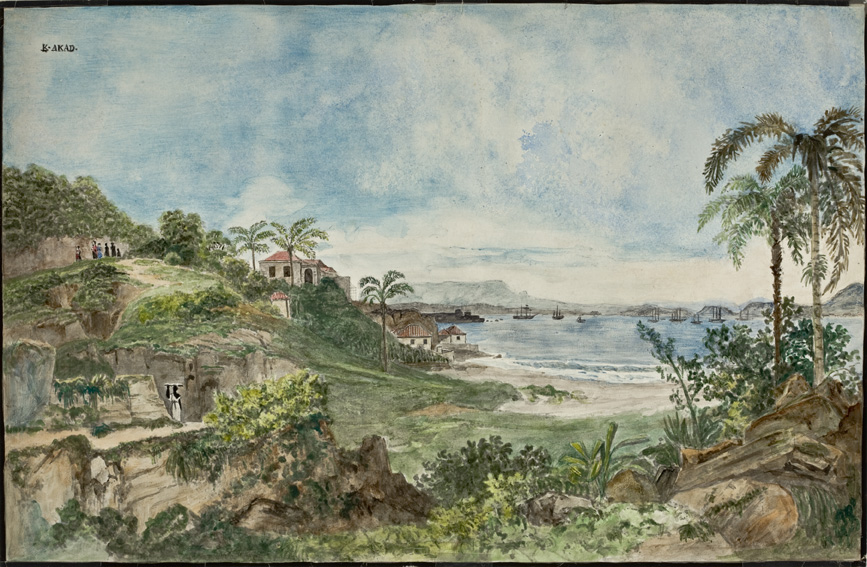
Пейзаж Гуанабари
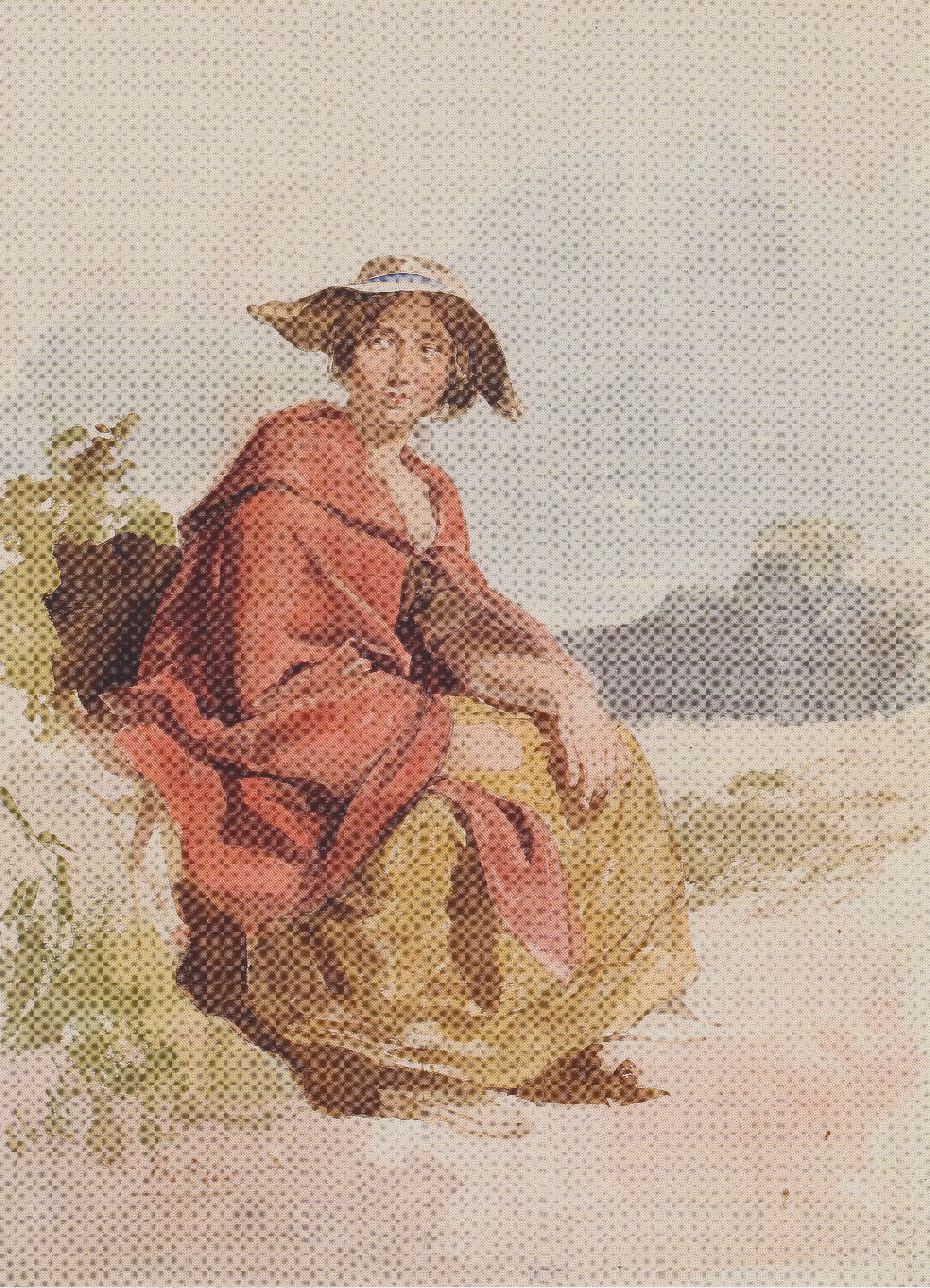
Сидить в червоній накидці (1830)
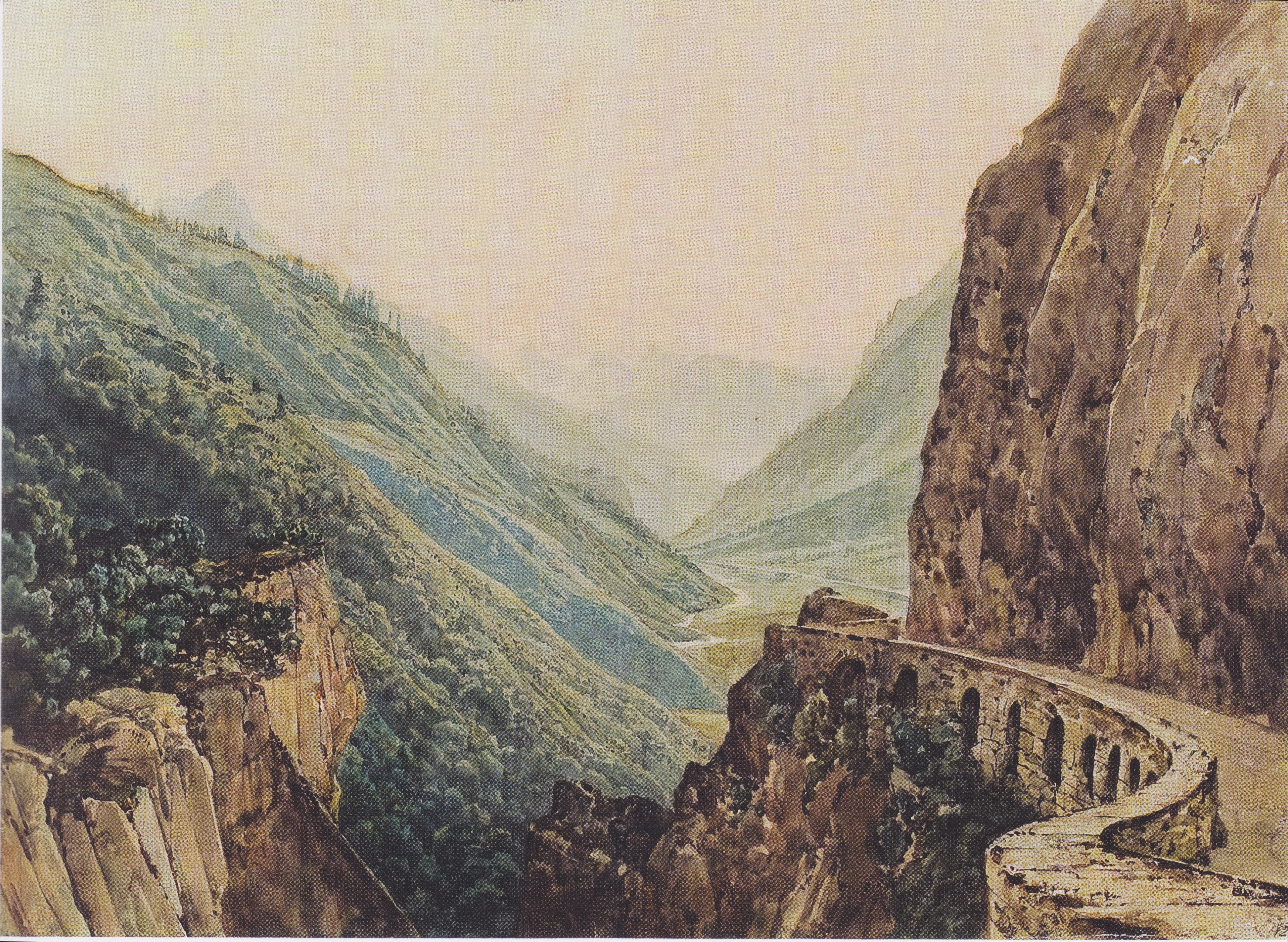
Сераплана, Граубюнден (1845)
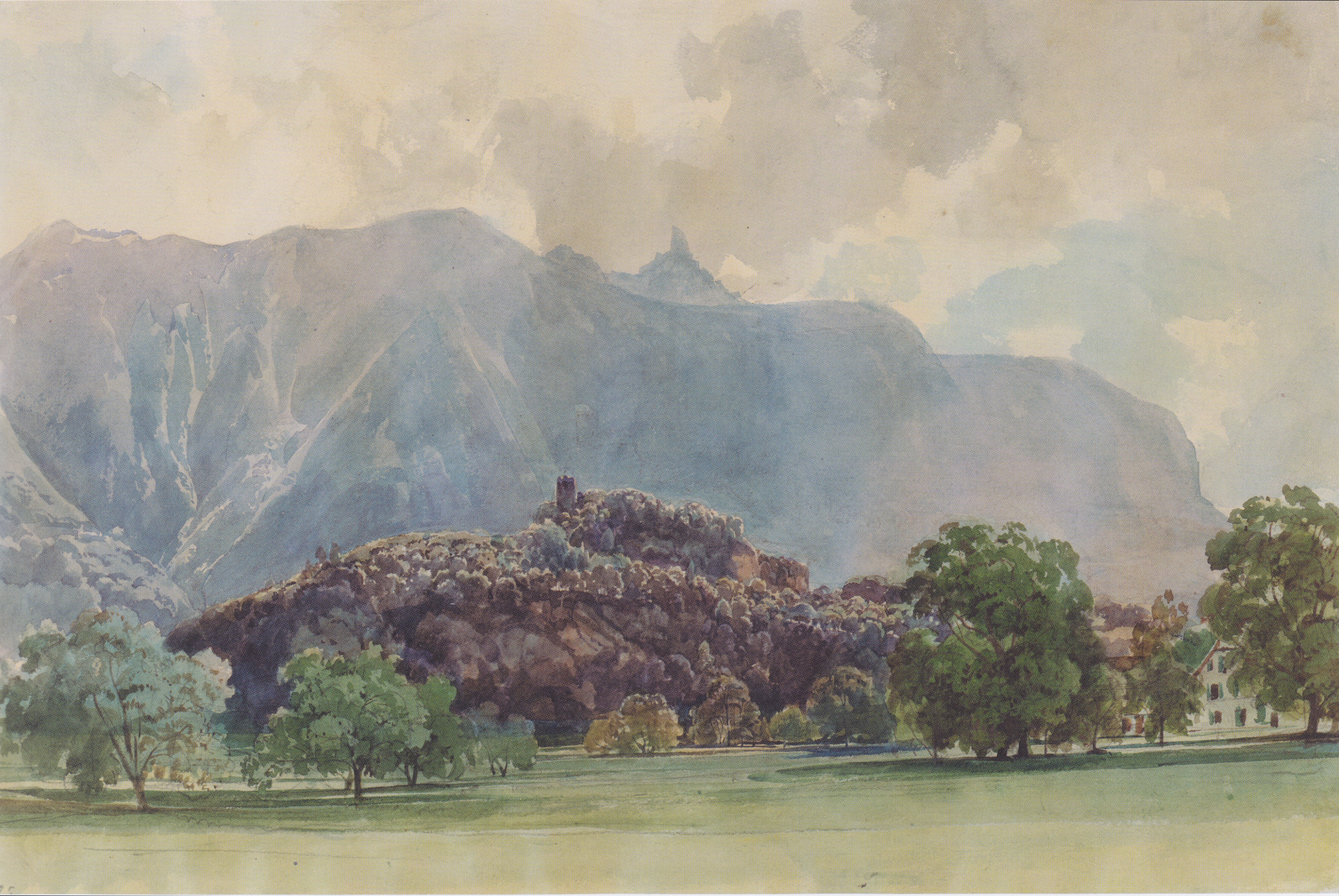
Пейзаж із замком (1830)
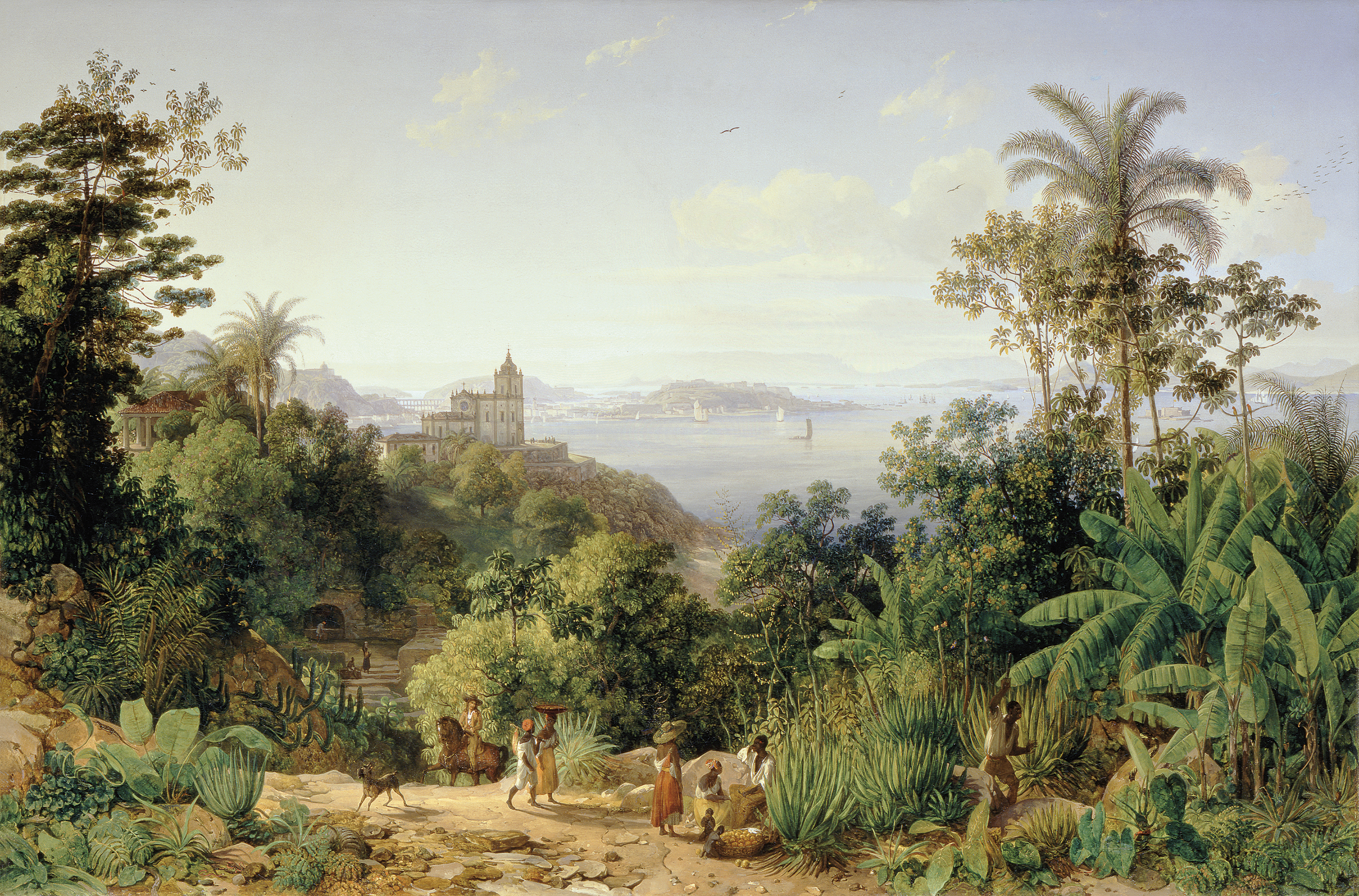
Поблизу Ріо-де-Жанейро
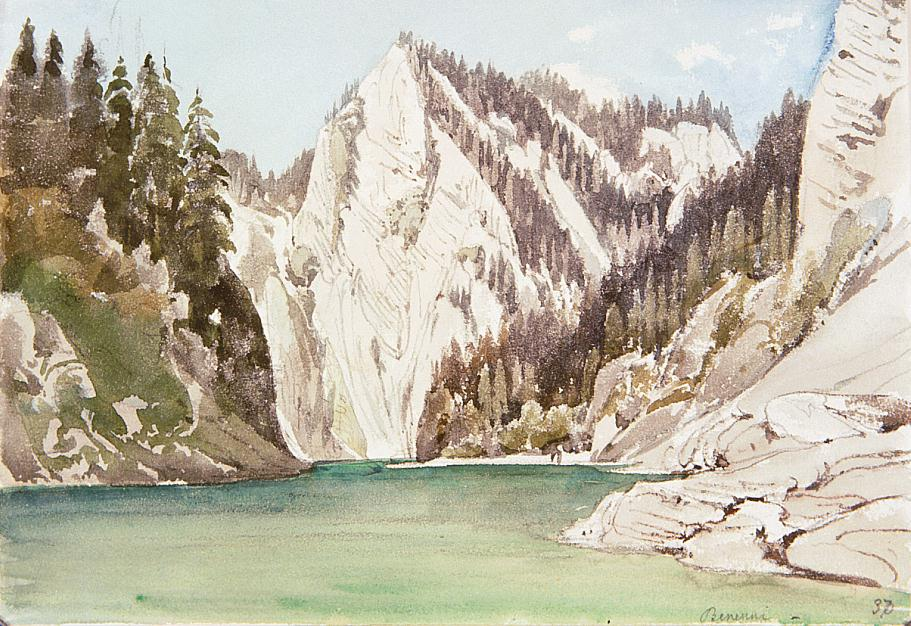
Краєвид на Пенінські гори і річку Дунаєць (1860)
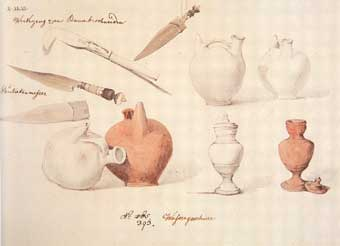
Малюнок із бразильської колекції